# Isbells
Isbells is een Belgische muziekgroep uit het Leuvense die draait rond singer-songwriter Gaëtan Vandewoude. De groep speelt vooral melancholische, folkachtige popnummers.

## Geschiedenis
Isbells ontstond onder impuls van singer-songwriter Gaëtan Vandewoude die na backing vocals te hebben verzorgd bij diverse bands een eigen project startte. De groep bracht in 2009 haar debuutalbum uit. Nadat dit album positief werd onthaald werden ze genomineerd voor een MIA in de categorie "Beste nieuwkomer". In maart 2012 werd het tweede album 'Stoalin' uitgebracht. In 2015 kwam album nummer drie, getiteld 'Billy'.

## Groepsleden
- Gaëtan Vandewoude (zang, gitaar)
- Chantal Acda (achtergrondzang, pipes, percussie, basgitaar)
- Christophe Vandewoude (drums, gitaar, achtergrondzang; ook actief bij Pilod)
- Gianni Marzo (achtergrondzang, gitaar, mandoline, lapsteel; ook actief bij Marble Sounds)
- Gerd Van Mulders (bugel, basgitaar, ook actief bij Marble Sounds)

## Discografie

### Albums
| Album met hitnotering(en) in de Vlaamse Ultratop 200 albums | Datum van verschijnen | Datum van binnenkomst | Hoogste positie | Aantal weken | Opmerkingen |
| ----------------------------------------------------------- | --------------------- | --------------------- | --------------- | ------------ | ----------- |
| Isbells                                                     | 19-10-2009            | 21-11-2009            | 16              | 61           |             |
| Stoalin'                                                    | 26-03-2012            | 31-03-2012            | 6               | 36           |             |
| Billy                                                       | 11-09-2015            | 19-09-2015            | 25              | 22           |             |
| Sosei                                                       | 01-03-2019            | 09-03-2019            | 34              | 4            |             |
| And the noise settles                                       | 17-01-2025            | 25-01-2025            | 123             | 2            |             |

### Singles
| Single met hitnotering(en) in de Vlaamse Ultratop 50 | Datum van verschijnen | Datum van binnenkomst | Hoogste positie | Aantal weken | Opmerkingen                |
| ---------------------------------------------------- | --------------------- | --------------------- | --------------- | ------------ | -------------------------- |
| As long as it takes                                  | 2009                  | 05-12-2009            | 22              | 13           | Nr. 4 in de Radio 2 Top 30 |
| Reunite                                              | 2010                  | 03-04-2010            | tip4            | -            |                            |
| The night is yours                                   | 2010                  | 11-12-2010            | tip20           | -            |                            |
| Illusion                                             | 2012                  | 10-03-2012            | tip17           | -            |                            |
| Heading for the newborn                              | 2012                  | 21-04-2012            | tip15           | -            |                            |
| Elation                                              | 2012                  | 15-09-2012            | tip42           | -            |                            |
| Heart attacks                                        | 2013                  | 16-03-2013            | tip78           | -            |                            |
| Billy                                                | 2015                  | 12-09-2015            | tip24           | -            |                            |
| Means to an end                                      | 2019                  | 23-11-2019            | tip45           | -            |                            |